# Victor Guillermo Ramos Rangel
Victor Guillermo Ramos Rangel (Cúa, 10 febbraio 1911 – Caracas, 10 dicembre 1986) è stato un musicista e compositore venezuelano.
È il figlio di Luis Ramos e Herminia Rangel, fratello dei musicisti Luis Ricardo e Pedro Antonio Ramos. Dopo aver compiuto la sua formazione primaria e secondaria nel Colegio Estadal di Cúa, ha frequentato la Scuola di Musica e Declamazione di Santa Capilla (nominata in seguito José Ángel Lamas), dove ha ottenuto il titolo di compositore. È stato uno dei primi alunni di Vicente Emilio Sojo e uno dei suoi collaboratori nella ricompilazione delle canzoni del folklore venezuelano. Nel 1930 ha partecipato alla fondazione dell’Orchestra Sinfonica Venezuela e dell’Orphéon Lamas. Nell’orchestra ha ricoperto la funzione di fagottista. 
Dal 1941 al 1950 è stato professore di differenti scuole del Distretto Federale del Venezuela: 19 Aprile, Rubén Gonzalez, Ricardo Zuloaga e Gabriela Mistral. Nel 1945 ha occupato differenti incarichi al Ministero dell’Educazione. Nello stesso anno ha esercitato come professore di musica e canto nella Direzione della Cultura a Caracas. Dal 1944 al 1978 è stato professore di teoria, solfeggio e storia della musica alla Scuola Superiore José Angel Lamas.
Con l’Orchestra Sinfonica Venezuela ha viaggiato in Europa e in parte di America. È stato membro del club di lettura della National Geographic Society e ha vissuto un’esperienza culturale percorrendo le differenti regioni del mondo. Nel 1978 ha partecipato al documentario dedicato alla sua città natale, Cúa, per la serie Pueblos de Venezuela (Paesi del Venezuela) del cineasta Carlos Oteyza. 
Tra le sue composizioni si ricordano la sinfonia Lo Eterno; le opere corali a cappella La Maravilla, A José Maria España, Bambú de caña batiente; le canzoni per bambini Gota de agua e Amanecer; inni scolastici e varie canzoni tradizionali.